# ハルドル・ラクスネス
ハルドル・キリヤン・ラクスネス（Halldór Kiljan Laxness アイスランド語: [ˈhaltour ˈcʰɪljan ˈlaxsnɛs] ( 音声ファイル)、1902年4月23日 – 1998年2月8日）は、20世紀を代表するアイスランドの作家。1955年にノーベル文学賞を受賞した。ハルドール・ラックスネスと表記する資料もある。

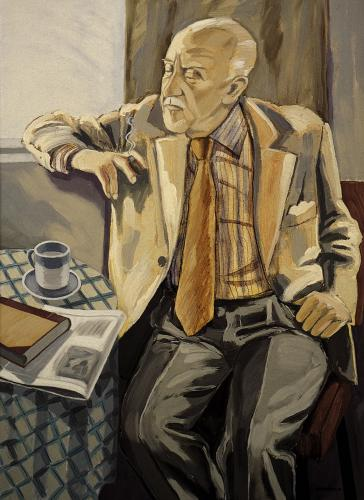
Einar Hákonarsonによる肖像画（1984年）

## 生涯
レイキャヴィーク出身。著作には詩、新聞記事、戯曲、寄稿、短編小説に加えて15作の長編小説がある。高校を中退し、17歳の時に最初の小説"Barn náttúrunnar"（「自然の子」、未訳）を刊行。
カトリックに帰依し、ルクセンブルクにあるベネディクト会の修道院で神学を2年間学んだ。キリヤン（Kiljan）の名はアイルランドの聖キリアン（Killian）の名をアイスランド語化したもの。初期の秀作、1927年の"Vefarinn mikli frá Kasmír"（「カシミール出身の偉大な織り手」、未訳）にはシュルレアリスムとマルセル・プルーストの影響が顕著である。
アメリカ旅行ではアプトン・シンクレアと友誼を結んだ。その後カトリシズムを捨てて共産主義に走る。『独立の民』（1934）や"Salka Valka (1934-35)" （「サルカ・ヴァルカ」、未訳）には社会への関心が反映されている。続く時期に書かれた歴史ものの大作"Íslandsklukkan (1943-1946)"（「アイスランドの鐘」、未訳）と"Heimsljós (1937)" （「世界の光」、未訳）はラクスネスの代表作である。
その後、ソ連訪問時にスターリニズムの誤りに気付き、共産主義を見捨てた。1960年の"Paradísarheimt"（「天国を求めて」、未訳）では再び精神性を取り扱った。
晩年はアルツハイマー病にかかり、1995年から98年の死まで老人ホームで過ごした。

## 邦訳作品
- "Sjálfstætt fólk (1934)" 
  - 『独立の民』山室静,林穣二,山口琢磨訳.大日本雄弁会講談社,1957.
- リーリャ 坂井松太郎訳「世界文学大系　現代小説集」筑摩書房、1965
- "Kristnihald undir Jökli (1968)" 
  - 『極北の秘教』渡辺洋美訳.工作舎,1979.3.
- 魚釣り行 谷口幸男訳. 現代北欧文学18人集 新潮社、1987
- "Atómstöðin (1948)" 
  - 『原爆基地』山室静訳　ノーベル賞文学全集　(主婦の友社)　1972

山室静『アイスランド』(紀伊国屋書店)には、ラクスネスの訪問記が収録されている。